# The Isles
The Isles sind eine US-amerikanische Indie-Band aus New York City.

## Bandgeschichte
Die Band wurde 2003 von den New Yorker Musikern Andrew Geller, Ben Haberland und den Brüdern Ryan und Tim McCoy gegründet. Dezember 2003 hatte die Band in New York ihre ersten Auftritte. 2004 gaben die Isles regelmäßig Konzerte auf Bühnen in New York und Umgebung. 2005 erschien bei Binder Records ihre erste EP Back To Terrific. Im selben Jahr waren sie erstmals auch in England auf Tour. 2006 brachte die Band ihre erste Single Eve Of The Battle, die EP Summer Loans und ihr Debütalbum Perfumed Land heraus, das in der europäischen Musikszene für Aufmerksamkeit sorgte und sehr gute Kritiken erhielt. In den USA dagegen blieb die Band bisher unbeachtet. Im Herbst 2006 gab die Band wieder Konzerte in New York und ging im November und Dezember in Irland, England, Frankreich und Belgien auf Promotion-Tour für ihr Album. Im Frühjahr 2007 folgten wieder Auftritte in den USA. Obwohl die Band aus den USA stammt, erfolgt der Vertrieb ihres aktuellen Songmaterials über das britische Label Melodic Records, das seinen Sitz in Manchester hat. Seit längerer Zeit arbeitet Andrew Geller an neuem Songmaterial.

## Stil
Die Musik der Isles klingt nach britischem Pop aus den 80er Jahren und erinnert an Morrissey. Wie die Smiths greifen die Isles in ihren Texten häufig existenzielle Fragen nach der eigenen Identität auf.

## Diskografie

### Alben
- 2006: Perfumed Land (Melodic Records)
- 2008: Troika
- 2010: Outside Beauty (WriteMoreSongs)

### EPs
- 2005: Back To Terrific (Binder Records)
- 2006: Summer Loans (Melodic Records)

### Singles
- 2006: Eve Of The Battle (Melodic Records)

### Kompilationsbeiträge
- 2004: Flying Under Cheap Kites – New York Noise Compilation (nyctv)